# Jürgen Belpaire
Pour les articles homonymes, voir Belpaire.
Jürgen Belpaire, né le 3 janvier 1973 à Blankenberge en Belgique, est un footballeur belge, qui joue au poste de gardien de but. Après avoir mis un terme à sa carrière professionnelle en 2001 après une grave blessure, il continue cependant à évoluer au niveau amateur jusqu'à ses 45 ans. Belpaire intègre en mars 2011 la cellule de recrutement du Club Bruges KV, le club de ses débuts.

## Carrière
Jürgen Belpaire joue dans toutes les équipes de jeunes du Daring Blankenberge, le club de sa ville natale, avant d'être recruté par le Club Bruges KV pour devenir la doublure de Dany Verlinden, alors qu'il n'a que 18 ans. Il n'a que peu d'occasions de jouer en équipe première, devant se contenter de matches amicaux ou sans enjeu. Néanmoins, lors de la finale de la Coupe de Belgique 1995, il doit remplacer Dany Verlinden en cours de match, et malgré un but encaissé quelques minutes après sa montée au jeu, il se montre intraitable, ce qui permet au club de remporter le trophée.
En 1998, le Club de Bruges recrute l'international égyptien Nader El-Sayed pour devenir la doublure de Verlinden, repoussant Jürgen Belpaire comme troisième gardien. Le courant ne passe pas avec l'entraîneur Eric Gerets, et en fin de saison, alors qu'il ne se voit pas proposer de nouveau contrat, il décide de quitter Bruges pour tenter sa chance aux Pays-Bas. Après avoir effectué des tests à Cambuur, il finit par s'engager au RBC Roosendaal. Il connaît les joies de la montée, via les play-offs, dès sa première saison, mais l'aventure est de courte durée, Roosendaal terminant dernier du championnat 2000-2001, place synonyme de retour en Eerste Divisie, le deuxième niveau national aux Pays-Bas.
Lourdement blessé lors de la première saison, lorsqu'il subit une fracture à chacune de ses jambes, et à court de temps de jeu, il n'entre plus dans les plans de l'entraîneur pour la saison suivante. Jürgen Belpaire quitte le club et signe chez les amateurs du HSV Hoek (nl), en troisième division nationale. Il reste trois saisons au club, et en 2004, il décide de revenir à son club formateur, le KSC Blankenberge, qui évolue alors en première provinciale de Flandre-Occidentale.
Au cours des premiers mois de l'année 2011, le Club Bruges KV réorganise complètement ses structures dirigeante, commerciale et sportive. Avec d'autres anciens du club comme Mario Stanić, Rune Lange ou encore Paul Okon, Belpaire intègre la cellule de recrutement du club.
En décembre 2016, il se fait remarquer pour son transfert en milieu de saison du KFC Varsenare (nl) au SVV Damme (nl), alors face à un problème d'effectif après que leur gardien réserve se soit occasionné un fracture au tibia et où joue son fils, Aaron Belpaire. N'ayant pas décollé du banc et en fin de contrat à l'issue de la saison, Belpaire ne pense pas encore à s'arrêter et cherche un nouveau club, âgé alors de 44 ans. Il finit par retourner au KSC Blankenberge où il dispute 21 rencontres avant de terminer au RFC Lissewege en séries provinciales.

## Palmarès
- 2 fois champion de Belgique en 1996 et 1998 avec le FC Bruges.
- 1 fois vainqueur de la Coupe de Belgique en 1995 avec le FC Bruges[a].